# 高所作業車
高所作業車 (こうしょさぎょうしゃ) (英語：AWP MEWP) とは、高所で作業を行うために、その機構を有した特殊車輌並びに建設機械である。リフト車と呼ぶこともある。

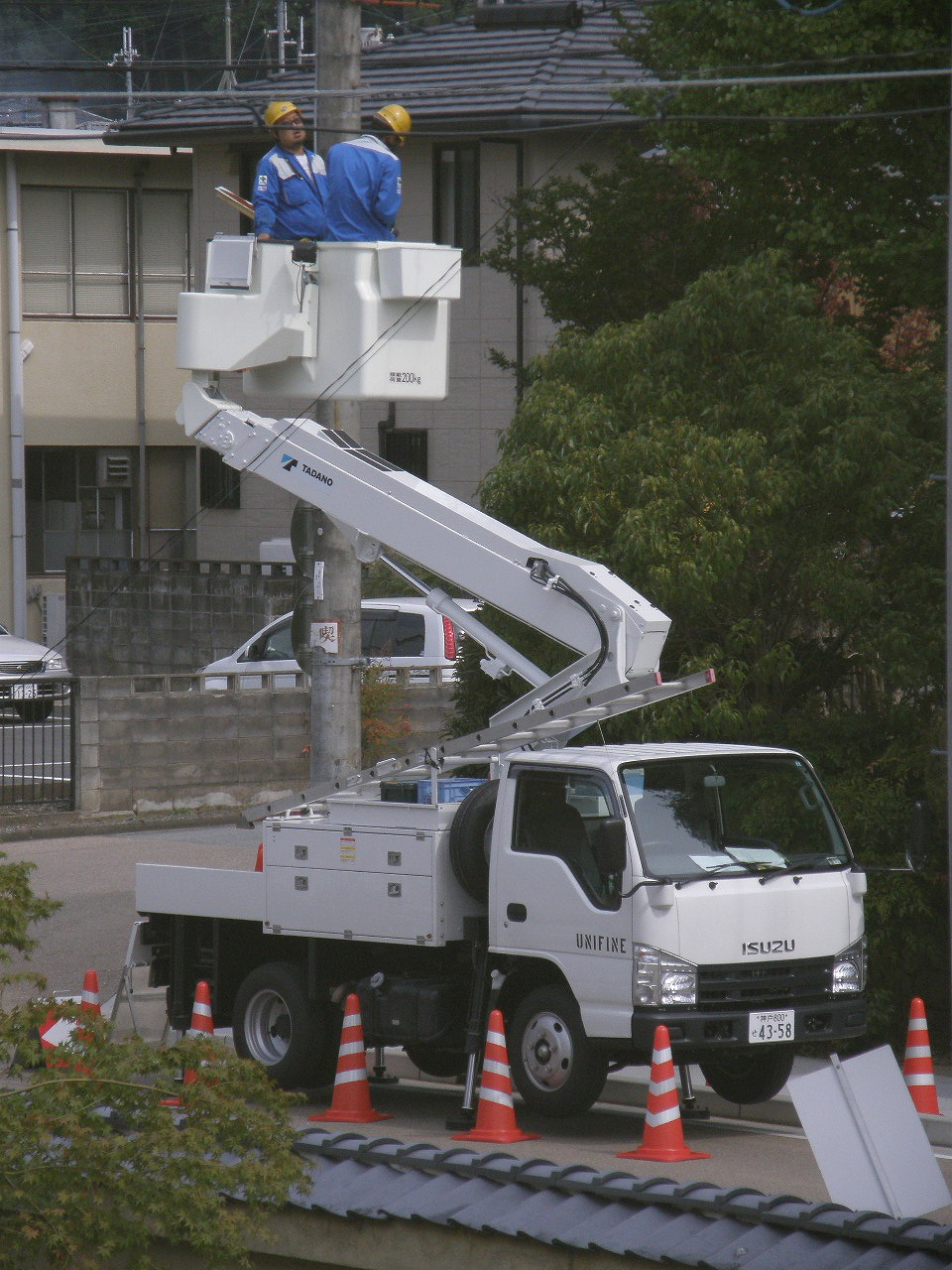
作業中の高所作業車、タダノ製「スカイボーイ」,キャリアはいすゞエルフ NKR

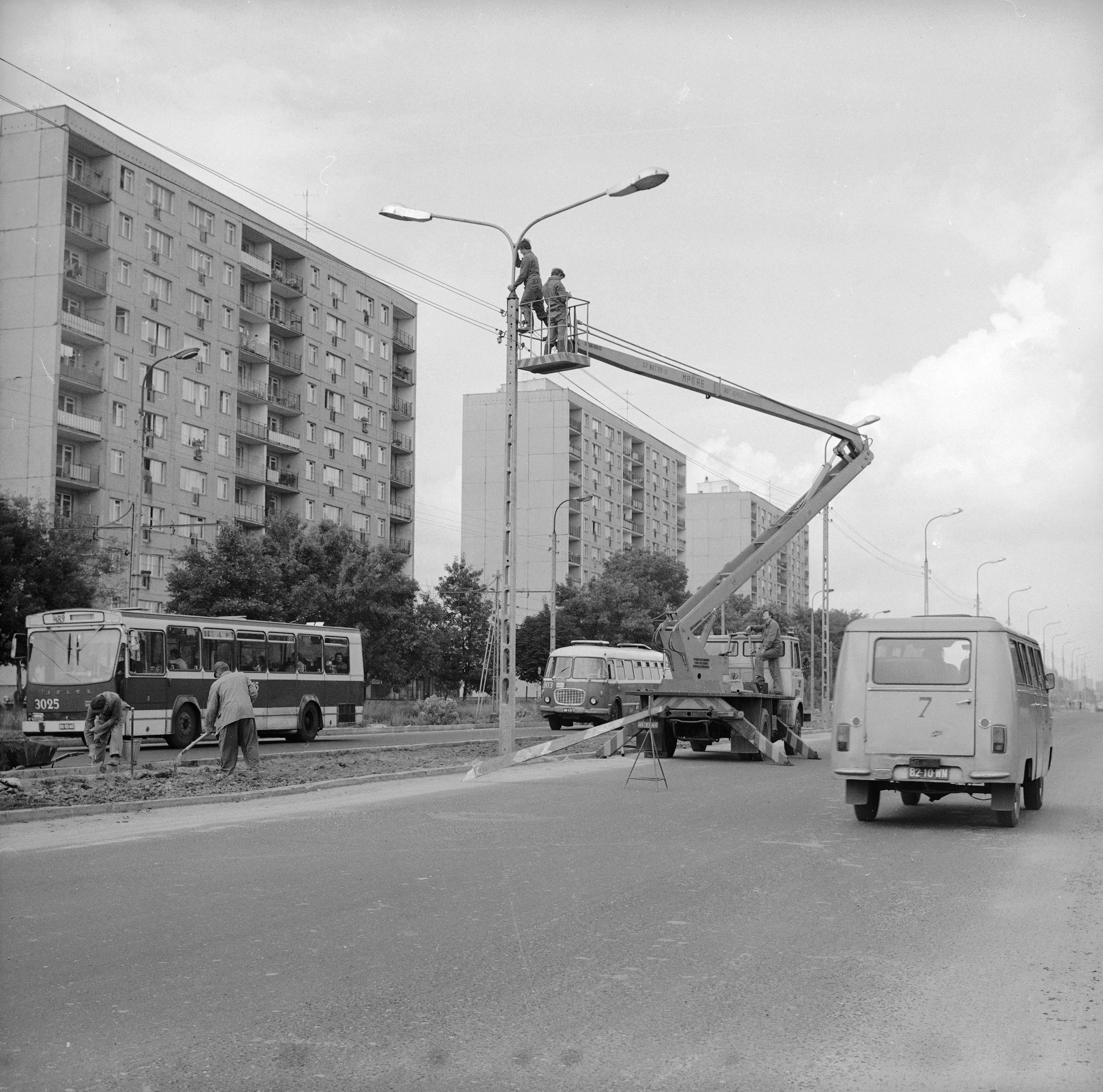
高所作業車を使って設置される街灯、ワルシャワ、ポーランド人民共和国、1977年

## 定義
高所作業車構造規格により、高所作業車は以下の三項目を満たすものと定義されている。
- 2m以上の高さに上昇できる作業床（作業員が作業時に乗る場所）を持ち、昇降装置、走行装置等により構成される。
- 作業床の上昇、下降などに人力以外の動力を使用する。
- 不特定の場所に自走できる。

## 主な用途
- 電力や電話会社などでの電気設備（配電線）等の整備・保守、引込線の取り付けなど
- 信号機や街灯などの保守
- 建設現場における溶接・塗装・耐火被覆・配線・配管・ダクト・保温工事等あらゆる高所作業
- 空調設備メンテナンス
- 造園・街路樹整備
- 空港や格納庫等での航空機整備
- 高層住宅での引越し（家財の搬入・搬出）
- 広告塔、ネオンサインの設置および照明器具のメンテナンス
- 道路・高速道路の標識の設置およびメンテナンスや橋脚の補修メンテナンス
- 監視カメラや防犯カメラの設置およびメンテナンス
- ドラマや映画の俯瞰撮影
- 造船工事の「無足場工法」に使われている[2]
- 内装工事、大型店舗の商品陳列、駅プラットホームの蛍光灯交換[2]
- 太陽光・発電所など不整地現場で
- 林業 (造園・木材伐採)

など。

## 高所作業車の分類
構造による分類方法と、走行方式による分類方法がある。

### 構造による分類
高所作業車の構造として、以下の方式が挙げられる。
ブーム式
クレーンのようなブームを備え、その起伏（昇降）・伸縮・旋回による構造。ブームの先に作業床としてバスケット（カゴ）が取り付けられており、作業者はバスケットに乗って作業に従事する。尚、バスケットよりも広く、重荷重に対応したプラットホームを有した機種や、ブームの一部が屈折する機構を有する機種も存在する。主に作業床高さ8m以上のトラック搭載型又は自走式（後述）でよく見られる。
ブーム式高所作業車には、さらに「電気・通信工事用」と称されるカテゴリーが存在する。電気・通信工事は一般に活線に近接する場所で行われることから、感電事故防止のため、バスケットおよびバスケットに最も近いブームが絶縁素材で作られているのが最大の特徴である。

垂直昇降式
プラットホームが垂直に昇降する構造。主に作業床高さ2～10mクラスの自走式（後述）でよく見られる。昇降機構がマストブーム式(ブームが直立)のものとシザース式(はさみ状に交差する支持脚を組み合わせ昇降するもの)がある。一部の消防本部・局で保有している「レスキュータワー車」はこれを消防用自動車に改装したもので、狭くて通常のはしご車が使えない場所での高所救出に使用される。

### 走行方式による分類
高所作業車は走行方式によっても以下の2種類に分けられる。
トラック搭載式
トラックに高所作業のための機構が組み込まれ、公道走行が出来る。拠点から拠点への高速移動が可能。

自走式
1980年代の半ばごろから、造船業界で高所作業車が導入され始めた。当時の造船業界では船体に沿って作業足場を組み立てる工法だったが、「無足場工法」を高所作業車メーカーが提案し、「ホイール式」という新しいタイプの高所作業車が開発された。「ホイール式」は、造船所の敷地内を移動できればいいため、トラック式の必要はない。必要なものは、巨大な船体をカバーするための高い揚程と、作業姿勢のまま船体に沿って移動できる自走能力である。また、「無足場工法」は建設工事業界にも導入され、不整地や狭隘な場所での走行に有利な「クローラ式」が用いられた。この「ホイール式」、「クローラ式」を合わせて「自走式」という。

## 屋内工事向け
足場の組み立てに苦労していたオフィスビルやデパートなどの内装工事に垂直昇降型の自走式高所作業車が導入された。1987年に登場した屋内工事向け高所作業車には以下の特長がある。
- 作業用エレベーターに載せるために小型軽量化
- 密閉された屋内で使用するため、動力源はディーゼルエンジンではなく蓄電池を使用する構造
- 床面にタイヤの跡を残さないように、白ゴムを材質としたゴムタイヤを装備
- 小型軽量化を実現するために、垂直昇降型を採用
- 室内の天井に作業員の手が届けば良い程度の揚程
- 作業床を上昇させたまま走行可能

## 高所作業車特有の構造
複数の動力源と作業床平衡装置。

### 動力源
作業員を乗せる高所作業車では、動力源の故障が作業員の空中への閉じ込めに直結してしまうため、通常、第2の動力源を装備している。
- トラック式高所作業車の第2動力源は、シャーシのバッテリを用いる。
- 配電工事用の高所作業車の第2動力源は、エンジン式とバッテリ式の2種類がある。エンジン式は防音カバーを持つ小型の専用のエンジンを用い、バッテリ式はシャーシのバッテリとは別に、大型の専用バッテリを用いる。

### 作業床平衡装置
高所作業車では、作業装置の動きにかかわらず、作業床を自動的に水平に保つことが求められる。この装置は、作業床平衡装置又はレベリング装置と呼ばれ、シリンダ式、センサー式、ワイヤー式がある。
- シリンダ式は、先端ブームと作業床をつなぐ上部平衡取りシリンダと、第1ブームと旋回台をつなぐ下部平衡取りシリンダを油圧回路で結んだ構成となっている。ブームの起伏を変化させると、下部平衡取りシリンダから油が押し出され、油圧回路でつながった上部平衡取りシリンダを作動させる構造である。
- センサー式は、ブーム起伏角をセンサーで検出し、この情報を基に作業床の角度を電気的に制御する方式。
- ワイヤー式は、屈折ブーム型、又は混合ブーム型などに使用されていた方式であり、ワイヤーの張力によって作業床の平衡を保つ方式。ごく一部の機種にのみ使用されている。

## 安全装置
ジャッキ・ブームインターロック装置。
アウトリガを設置するまではブーム操作をできなくし、ブームが格納されていない場合はアウトリガ操作をできなくする装置。
モーメントリミッタ
高所作業車を転倒させる方向へ働いている力を検出し、その力の大きさが一定以上になったときに作業装置を停止させて転倒防止する装置。
イネーブルスイッチ
高所作業車の操作装置は作業床に設置されているため、作業中に誤って操作装置に触れてしまうと、意図しない作動をして不慮の事故を起こす場合がある。これを防止するためにイネーブルスイッチが採用された。また，同様の機能を持つスイッチに足踏み式のものがあり、これはフートスイッチと呼ばれている。

## 簡単に操作するための技術
ジョイスティック
複数の操作を一本のレバーで操作できるようになり、感覚的な判りやすさと簡単さにより操作性が向上した。構造的には、油圧バルブをレバーによって操作する方式から、ジョイスティックの動きを電気信号に変換して油圧バルブを制御する方式に変わった。
垂直水平作動（XY）制御
伸縮ブーム式高所作業車で起伏操作を行うと、作業床の軌跡はブーム根元ピンを中心に円弧を描く。同様に、旋回操作を行うと、作業床の軌跡は旋回中心の回りに円弧を描く。このように、起伏や旋回の単独操作では、作業床を水平、あるいは垂直に動かすことができないが、作業者の経験と技術により、伸縮操作を併用し、微動操作を繰り返すことで、水平や垂直に近い動きになるように操作している。このような問題を解決するために、垂直水平作動（XY）制御装置ができた。この装置により、電子制御で作業床の向きを固定したまま、垂直、水平方向へ簡単に操作することができる。
ジャッキ自動水平装置
トラック式高所作業車で作業を行う場合、アウトリガを使用して車体を安定させ、水平に保つ必要がある。この操作を簡単、確実に行うためにジャッキ自動水平装置ができた。この装置により、車体の水平調整を自動で行い、操作ミスを防止することができる。

## 法令
高所作業車には製造、使用、整備の各段階において作業の安全を守る法令が定められている。

### 構造に関する法令
作業床の高さが2m以上の高所作業車については、厚生労働大臣が定める規格又は安全装置を備えている物でなければ、譲渡、貸与、及び設置が禁じられている（労働安全衛生法第42条)。これに対応する規格として定められているのが「高所作業車構造規格」。である。

#### 強度
ワイヤロープの安全率以外に規定はなく、「必要な強度を有する」という一文にて製作側に一任している。
- 高所作業車の原動機、動力伝達装置、走行装置、操縦装置、制動装置及び作業装置は、使用の目的に適応した必要な強度を有するものであること、また、著しい損傷、摩耗、変形又は腐食のないものであること（高所作業車構造規格第1条）。
- ワイヤロープを使用する場合には、安全率8以上（高所作業車構造規格第24条の1）。

#### 安定度
- 垂直昇降型の高所作業車は、安定に関し最も不利となる状態で積載荷重に相当する荷重をかけ、5度まで傾けても転倒しない前後及び左右の安定度を有するものでなければならない（高所作業車構造規格第2条）。
- 垂直昇降型の高所作業車を除く高所作業車については、垂直昇降型の高所作業車と同じ条件で、転倒支点に対する安定モーメントが転倒モーメントの1.3倍以上の前後及び左右の安定度を有するものでなければならない（高所作業車構造規格第3条）。
- 自走式高所作業車などでは、安定度などによって定められた範囲を越えて車体が傾いた時に作業装置等を自動的に停止又は警音を発する装置をえる事が義務付けられている（高所作業車構造規格第10条）。

#### 自動停止装置等
- 高所作業車は、作業床が作業範囲を超える操作をされたときに、作業装置の作動を自動的に停止させる装置又は警音を発する装置を備えているものでなければならない（高所作業車構造規格第9条）。
- 危険な状態になった時に操作者の判断で即座に作動を停止できる非常停止装置の設置が義務付けられている（高所作業車構造規格第13条）。

#### 表示等
- 高所作業車は見やすい位置に以下の五つの項目について表示する必要がある（高所作業車構造規格第26条)。
  1. 製造者名
  2. 製造年月又は製造番号
  3. 積載荷重
  4. 作業床の高さ
  5. 作業範囲
- 作業床において走行の操作ができる高所作業車特有の表示として、走行の前後方向の表示が義務付けられている（高所作業車構造規格第21条)。

## 高所作業車の運転に必要な資格
公道を走行するもの（主にトラック搭載型）は、道路交通法により、車両総重量の区分で準中型自動車・中型自動車・大型自動車となるので、対応した運転免許証またはマイナ免許証が必要となる。これとは別に、高所作業車を操作して行う高所作業に従事するには、作業床の高さが10m以上伸びる高所作業車を用いて作業する場合、労働安全衛生法61条(就業制限)：施行令第20条の15に基づいた運転技能講習を受講し、修了する必要がある。作業床の高さが10mに満たない機械の場合は特別教育を受講し、修了する必要がある。詳細は高所作業車運転者項を参照されたい。
また、公道を走行する車両は自動車の一種（特種用途自動車＝通称8ナンバー車）であるから、ナンバープレートの取得、自動車損害賠償責任保険の加入が必須である。

### クラスごとの最大地上高

#### 中型免許
- タダノスカイボーイAT-320TGは、中型免許で運転できる最大地上高32.2mの高所作業車。架装車両は中型トラックを使用し、車両総重量11t未満[6]。
- アイチコーポレーションスカイマスターSJ30ARSは、限定中型自動車運転免許で運転できる最大地上高30.6mの高所作業車。車両総重量8t未満[7]。

#### 大型免許
- タダノハイパーデッキAT-400CGは、車両総重量20t以下で最大地上高40mの高所作業車。3軸汎用キャリヤに架装し、車両総重量20t未満のため通行許可申請が不要である。運転には､大型免許が必要[8]。
- アイチコーポレーションスカイマスターSC40Aは、最大地上高40m、車両総重量は23.5tの大型高所作業車。運転には､大型免許が必要[9]。

## メーカー
代表的なメーカーを列挙する。

### 日本
- タダノ
- タダノユーティリティ（旧長野工業、タダノ傘下）
- アイチコーポレーション（豊田自動織機傘下）
- 前田製作所
- AIRMAN（旧・北越工業）
- デンヨー
- エスマック※2009年11月廃業
- ロードテック

### 日本国外
- Genie Industries（アメリカ合衆国）
- Haulotte（フランス）
- JLG（アメリカ合衆国）
- Manitou (フランス) - 正規販売代理店: ケーティーマシナリー株式会社
- Teupen (ドイツ)
- AlmaCrawler (イタリア)
- Socage (イタリア)
- Niftylift（イギリス）
- Snorkel（アメリカ合衆国）
- ZOOMLION（中華人民共和国）
- Sinoboom（中華人民共和国) - 正規販売代理店: 同心機械株式会社